# Ring min agent!
Ring min agent!, originaltitel Dix pour cent, är en fransk TV-serie som började sändas 2015. Serien sändes i fyra säsonger och avslutades i november 2020. 
Handlingen kretsar kring en skådespelaragentur i Paris, dess personal och de skådespelande klienterna.
Den amerikanska TV-serien Ten Percent är en nyinspelning av Ring min agent!

## Rollista
- Camille Cottin – Andréa Martel
- Liliane Rovère – Arlette Azémar
- Thibault de Montalembert – Mathias Barneville
- Grégory Montel – Gabriel Sarda
- Stéfi Celma – Sofia Leprince
- Fanny Sidney – Camille Valentini
- Nicolas Maury – Hervé André-Jezak
- Laure Calamy – Noémie Leclerc

### Skådespelarna
I varje avsnitt medverkar en eller flera namnkunniga franska skådespelare i rollen som, en något skruvad version, av sig själv. Avsnittet kretsar sedan i någon mån kring dem och relationen med deras agent.
Säsong 1 (2015)
Avsnitt 1: Cécile de France
Avsnitt 2: Line Renaud och Françoise Fabian
Avsnitt 3: Nathalie Baye, Laura Smet, Gilles Lellouche och Zinedine Soualem
Avsnitt 4: Audrey Fleurot
Avsnitt 5: Julie Gayet, Joeystarr och Zinedine Soualem
Avsnitt 6: François Berléand
Säsong 2 (2017)
Avsnitt 1: Michel Drucker, Virginie Efira, Ramzy Bedia
Avsnitt 2: Fabrice Luchini och Christophe Lambert
Avsnitt 3: Julien Doré, Norman Thavaud och Aymeline Valade
Avsnitt 4: Isabelle Adjani och Julien Doré
Avsnitt 5: Guy Marchand
Avsnitt 6: Juliette Binoche
Säsong 3 (2018)
Avsnitt 1: Jean Dujardin
Avsnitt 2: Monica Bellucci
Avsnitt 3: Gérard Lanvin och Guy Marchand
Avsnitt 4: Isabelle Huppert
Avsnitt 5: Béatrice Dalle
Avsnitt 6: Jean Dujardin, Monica Bellucci, Gérard Lanvin, Audrey Fleurot, Claude Lelouch, JoeyStarr, Françoise Fabian och Line Renaud.
Säsong 4 (2020)

Avsnitt 1: Charlotte Gainsbourg

Avsnitt 2: Franck Dubosc

Avsnitt 3: José Garcia

Avsnitt 4: Sandrine Kiberlain

Avsnitt 5: Sigourney Weaver

Avsnitt 6: Jean Reno